# Мурз
Андре́й Серге́евич Моро́зов (более известен, как Бойцовый кот Мурз, Мурз; 17 августа 1979, Москва, СССР — 21 февраля 2024) — российский военный связист и публицист, военный блогер и волонтёр. Активно вёл Telegram-канал «Нам пишут из Янины», где освещал ситуацию на фронте. Участник российско-украинской войны в составе роты управления 4-й омсбр НМ ЛНР. Организатор цифровой связи ряда подразделений самопровозглашённых ЛНР и ДНР.
18 февраля 2024 года Мурз опубликовал сведения о больших потерях ВС РФ в боях за Авдеевку. Согласно обнародованным данным речь идёт о шестнадцати тысячах человек безвозвратных потерь. Впоследствии военкор подвергся травле со стороны ведущих «Соловьёв Live» Юлии Витязевой и Армена Гаспаряна, обвинивших Морозова в измене и пособничестве врагам. Под давлением критики, а также своего командования, которому, согласно военкору, угрожали перекрыть снабжение, Андрей Морозов удалил свой пост о потерях ВС РФ.
21 февраля 2024 года он совершил суицид с целью привлечь внимание общественности к деятельности лиц, причастных к многочисленным жертвам среди российских военных при взятии Авдеевки, а также к действиям военной прокуратуры РФ, отказавшейся принимать запросы со стороны мобилизованных, участвовавших в штурмах города. Позднее из блога был также удалён пост, где Андрей ссылался на неких лиц, сообщивших ему сведения о потерях, которые он и опубликовал.
Всю свою собственность, за исключением расходов на надгробный памятник матери, завещал 4-й омсбр Сухопутных войск РФ (ранее НМ ЛНР).

## Биография
Родился и проживал в Москве. В 1996 году окончил физико-математический класс школы-гимназии № 710 Российской академии образования. В том же году поступил на механико-математический факультет МГУ. Бросил учёбу на третьем курсе.

### Акции протеста
В юности неоднократно участвовал в различных акциях протеста, так называемых «помидорингах».
Основатель радикальной группы «Красный блицкриг», в которой получил боевой псевдоним «Бойцовый кот Мурз».

#### 2005
20 июня 2005 года кидал помидоры в Илью Яшина. 26 июня 2005 года закидывал помидорами Павла Гусева, главного редактора газеты «Московский комсомолец», за то, что в газете была опубликована статья Минкина «Чья победа?», в которой утверждалось, что если бы советский народ проиграл в войне, то демократизация общества в России была бы уже в 40-х годах XX века. Кидал помидоры в журналистку Юлию Латынину, благодаря чему получил первую известность в СМИ.
В 2005 году участвовал в акциях вандализма в отношении польского посольства (поливание здания томатным соком). Спланировал совместно с Алексеем Байковым и левым радикалом по прозвищу «Чорный» сорванную милицией акцию по забрасыванию мышами, крысами и песчанками митинга, проводимого движениями «Да!» и «Оборона» под лозунгом «против милицейского произвола».

#### 2006
Будучи противником возможной «оранжевой революции» в России, грозился обстрелять из миномёта «митинг либералов» 22 августа 2006 года. Инцидент получил в блогосфере и на Луркоморье название «день миномёта», а не выполненная Андреем Морозовым угроза вызвала много насмешек и критики в адрес зачинщика.

#### 2012
Участвовал в закидывании помидорами оппозиционной акции «Контрольная прогулка», организованной Борисом Акуниным в Москве 13 мая 2012 года.

### Арест и заключение
Был задержан ОБОП 28 октября 2007 года по подозрению в обстреле из обреза офиса Единой России на Кутузовском проспекте в Москве, произведённом 18 марта 2007 года. Был выпущен на свободу 30 октября под подписку о невыезде. 17 декабря 2007 года был заключён в СИЗО. На суде Андрею Морозову инкриминировался ряд статей УК РФ: 213 (хулиганство), 222 (хранение оружия), 280 (призывы к экстремизму) и 282 (разжигание социальной розни в ЖЖ-блоге kenigtiger). В итоге был осуждён по статьям 213, 222, 280 УК. Андрей Морозов стал одним из первых блогеров, осуждённых за свои записи. В качестве наказания ему были назначены 3 года колонии общего режима. 14 июля 2009 года условно-досрочно освободился.
После выхода из заключения продолжил вести блог в ЖЖ. Придерживался оппозиционных по отношению к российской власти национал-коммунистических[прояснить] позиций.

### Первая поездка на Донбасс
Большой резонанс в ЖЖ получил его пост от 18 мая 2014 года, в котором Мурз сообщил о том, как неудачно съездил на майские праздники добровольцем в Донецкую Народную Республику. По его словам, несмотря на то, что он предъявил необходимые документы, луганские казаки приняли за «агента» со стороны Евромайдана и подвергнули «интенсивному допросу» (пыткам в форме подвешивания на решётке, в результате чего Мурз получил отёк рук и гематому голени), а потом он был выдан украинской стороне в порядке обмена. После чего украинцы сдали его российским пограничникам, оштрафовавшим Мурза на 2000 рублей за незаконный переход границы. Также у Мурза, по его словам, казаки Н. И. Козицына отобрали гаджеты и бронежилет стоимостью 30—35 тыс. рублей. Тем не менее, в подробном отчёте о случившемся он написал, что готов снова поехать помогать сепаратистам.

### Вторая поездка на Донбасс
В августе 2014 года повторно въехал на территорию ДНР, участвовал в ремонте бронетехники сепаратистов. Активный участник волонтёрского «Координационного Центра Помощи Новороссии». Затем перебрался в ЛНР и в сентябре вступил в Народную милицию. Участвовал в боях в районе Дебальцева в составе батальона «Август» (ЛНР) в январе-феврале 2015 года, командир взвода связи. Большую известность в блогосфере получили подробные отчёты Мурза, содержащие значительное количество критики того, как был организован процесс, включая полемику с В. Шурыгиным по затронутым проблемам. Основной сферой деятельности Мурза стала организация закрытой цифровой связи между подразделениями сепаратистов.
Затем вернулся в Москву, работал сисадмином и гуманитарщиком. С февраля 2019 года вновь военнослужащий НМ ЛНР, анонимно комментировал события в канале «Луганская пехота», членом редколлегии которого являлся.

### Вторжение на Украину
Принимал участие в боевых действиях с начала вторжения России на Украину. Служил в бригаде «Призрак» в составе Народной милиции ЛНР, затем в ВС РФ. В составе своего подразделения участвовал в боях под Бахмутом в районе Клещеевки. Работал с дронами и системами связи.
Покончил с собой 21 февраля 2024 года. Информацию о смерти корреспондента подтвердил председатель общественной палаты ДНР Александр Кофман. Также смерть Морозова подтвердил и его друг, волонтёр Владимир Грубник.
Вероятно, причиной, побудившей военкора совершить самоубийство, стало «освещение ситуации на фронте», а именно — данные о потерях в боях под Авдеевкой, а также вопрос привлечения к ответственности командования за действия во время этих боёв. Перед смертью в своём Telegram-канале военнослужащий оставил предсмертную записку, в которой сообщил, что его заставили удалить пост, пригрозив оставить подразделение без снабжения. На Telegram-канал Морозова «Нам пишут из Янины» было подписано более 130 тысяч человек.
Самоубийство произошло на фоне конфликта с журналистами Юлией Витязевой и Арменом Гаспаряном, которые в эфире «Соловьёв Live» обвиняли Морозова в клевете, распространении фейков, а также сомневались в том, что он находится на фронте.

## Критика
18 февраля 2024 года Мурз опубликовал сведения о больших потерях ВС РФ при взятии Авдеевки, за что подвергся критике со стороны ведущих «Соловьёв Live».